# Schloss Honeburg
Das Schloss Honeburg ist eine ehemalige Wasserburg am Nordostrand des Stadtteils Haste der niedersächsischen Kreisstadt Osnabrück.

## Geschichte
Die Honeburg ist aus einem Hof hervorgegangen, der den Herren von Eifeler gehörte, die seit 1270 in Osnabrück nachweisbar sind. 1344 gehörte ihnen eine „Burg vor dem Gehölz, welches Hoen oder Pedersberg“ heißt. Sweder von Eifeler wird 1402 mit dem „castellum in Honeborch“ belehnt. Durch Heirat gelangt die Burg jeweils 1469 in die Hände der von Kerssenbrock, 1597 der von Boeselager und 1793 der Familie Ostman von der Leye. Letztere besitzen das Gut noch heute.
Das heutige Herrenhaus hat seine Gestalt durch einen Umbau im Jahre 1651 bekommen. Die Wirtschaftsgebäude und das Torhaus sind in der 1. Hälfte des 18. Jahrhunderts errichtet worden, 1857 und 1944 wurden sie renoviert. 1866 wurde die Kapelle St. Aloisii dem Ensemble hinzugefügt. Die Gräftenanlage ist in den 1880er Jahren zugeschüttet worden, da ihre Zuläufe wegen des nahe gelegenen Kohleabbaus versiegten.

## Beschreibung

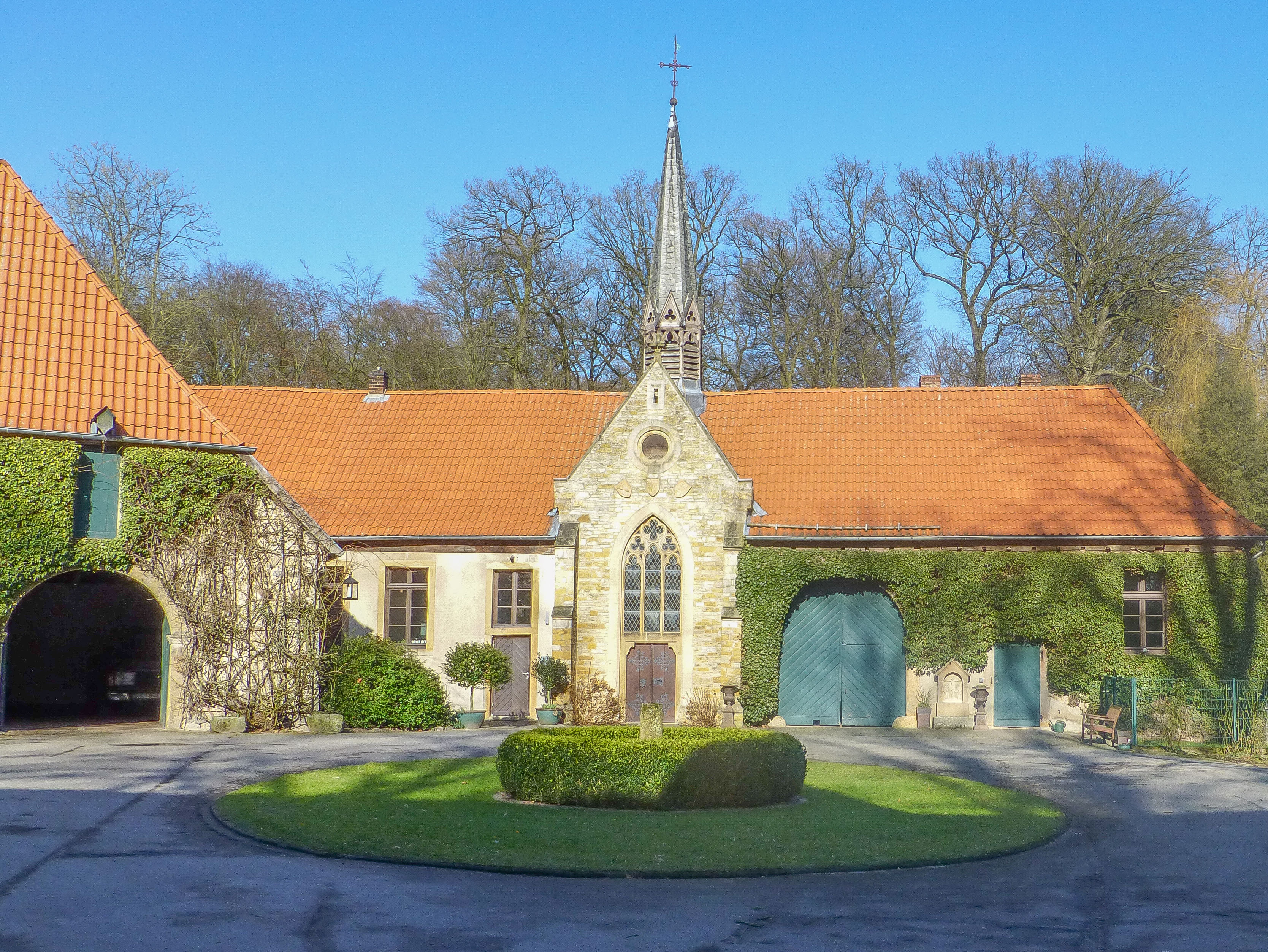
Wirtschaftsgebäude und Kapelle der Honeburg von Süden

Die spätmittelalterliche Gestalt der Burg ist unbekannt. 
Das Gut besteht heute aus einem Herrenhaus, zwei Wirtschaftsgebäuden, dem Torhaus und der Kapelle. 
Das zweigeschossige Herrenhaus mit Krüppelwalmdach steht auf älteren Fundamenten, seine Mittelachse wird durch Freitreppen und Übergiebelungen betont. Bis in das 19. Jahrhundert stand es in einem Hausteich.